# Układ w Dankowie
Układ w Dankowie – układ z 1217 pomiędzy księciem krakowskim Leszkiem Białym, księciem śląskim Henrykiem I Brodatym (dołączył do nich w Sądowlu książę wielkopolski Władysław III Laskonogi) dotyczący wzajemnej pomocy w przypadku zagrożenia ziem jednego z nich.